# Godzilla Against Mechagodzilla
Godzilla Against MechaGodzilla, Japanse titel Godzilla × MechaGodzilla (ゴジラ×メカゴジラ, Gojira tai MekaGojira), is een Japanse kaijufilm, en de 26e van de Godzillafilms. De film werd geregisseerd door Masaaki Tezuka.

## Verhaal
De film is wederom een direct vervolg op de originele film, en negeert de gebeurtenissen uit alle tussenliggende films. Nadat de originele Godzilla in 1954 is verslagen, duikt in 1999 en 2003 opeens een tweede Godzilla op.
Om zich tegen deze nieuwe Godzilla te bewapenen, laat de Japanse overheid de botten van de originele Godzilla opduiken uit de baai van Tokio, en er een mechanische Godzilla van maken. Deze Godzilla genaamd Mechagodzilla zal als wapen worden ingezet tegen Godzilla.
Het plan verloopt echter anders dan verwacht. Tijdens het eerste gevecht ontwaakt de geest van de originele Godzilla, die nog diep in Mechagodzilla zit. De robot begint hierdoor een eigen leven te leiden en alles om zich heen te vernielen. Pas als zijn brandstof op is komt de robot tot rust.
Mechagodzilla wordt snel gerepareerd. Tevens wordt een veiligheidssysteem ingebracht dat moet voorkomen dat Mechagodzilla nogmaals op hol slaat. Voor extra veiligheid is de robot vanaf nu op afstand bestuurbaar.
Godzilla valt weer aan, en Mechagodzilla wordt opnieuw ingezet. Ditmaal lijkt het plan te slagen, en Mechagodzilla krijgt de overhand. Alles dreigt toch nog fout te gaan wanneer de afstandsbediening beschadigd raakt.
Een van de piloten betreedt de cabine in Mechagodzilla om de robot met de hand te besturen. Ze zet het gevecht voort. De strijd eindigt uiteindelijk in gelijke stand, en Godzilla trekt zich terug in zee. Maar het is zeker dat hij terug zal keren.

## Rolverdeling
| Acteur              | Personage                           |
| ------------------- | ----------------------------------- |
| Yumiko Shaku        | Akane Yashiro                       |
| Tokumitsu Yuhara    | Shin Takuma                         |
| Sara Yuhara         | Kana Onodera                        |
| Togashi             | JSDF Colonel Koh Takasugi           |
| Hayato Igarashi     | Prime Minister Akira Nakao          |
| Hayama              | JSDF 2nd Lieutenant Yusuke Tomoi    |
| Sekine              | JSDF 1st Lieutenant Jun'ichi Mizuno |
| Machiko Tsuge       | Prime Minister Kumi Mizuno          |
| Hishinuma Yoshikazu | Kanou                               |
| Kaori Yamada        | Midori Hagio                        |
| Tsutomu Kitagawa    | Godzilla                            |
| Hirofumi Ishigaki   | Mechagodzila                        |

## Trivia
- De film bevat referenties naar de films Mothra en War of the Gargantuas.
- In de film is het skelet van de originele Godzilla nog intact, terwijl in de eerste Godzillafilm te zien was dat ook het skelet geheel werd verpulverd door de Oxygen Destroyer.
- De film bracht in Japan $16 miljoen op, waarmee de film een redelijk succes was.